# CJ Entertainment
CJ Entertainment (hangul: 엔터테인먼트, 씨제이엔터테인먼트 Sssijeienteoteinmeonteu) je jihokorejská společnost zabývající se výrobou a distribucí filmu ve vlastnictví společnosti CJ ENM. Společnost působí jako společnost produkující film, vydavatelství filmu, investice a výstava.